# Zomba (Ungheria)
Zomba è un comune dell'Ungheria centro-meridionale di 2 302 abitanti (dati 2008). È situato nella contea di Tolna.